# گمینا واوچ
گمینا واوچ (به لهستانی:  Gmina Wałcz) یک گمینا در لهستان است که در شهرستان واوچ واقع شده‌است. گمینا واوچ ۵۷۵٫۰۹ کیلومتر مربع مساحت و ۱۲٬۴۲۴ نفر جمعیت دارد.